# Conjunto Arquitetônico do Instituto de Educação do Pará
O Conjunto Arquitetônico do Instituto de Educação do Pará é um conjunto de edificações em estilo neoclássico inglês e art nouveau francês, situado na cidade de Belém, no estado do Pará, no Brasil. Por sua importância histórico-cultural, o conjunto foi tombado como patrimônio cultural do estado do Pará, pelo Departamento de Patrimônio Histórico Artístico e Cultural do Estado do Pará (DPHAC), em 1982. É a segunda unidade de ensino mais antiga do Pará.

## Histórico
O Instituto de Educação do Pará foi fundado no ano de 1871 como Escola Normal, ou seja, atuando na formação de professores. Atualmente, o IEEP é um colégio de Ensino Médio misto, que inclui ensino tecnológico profissionalizante desde 2010. Em 2015, um dos edifícios recebeu o Centro de Formação de Profissionais de Educação Básica do Estado do Pará (Cefor), vinculado à Secretaria de Educação do Pará (Seduc).

## Arquitetura
O prédio do IEEP foi construído em arquitetura portuguesa com influências neoclassicistas inglesas e art nouveau francesas, no século XIX. O exterior é adornado com gradil em estilo Art Nouveau e os seus salões são ornamentados com pinturas artísticas, pisos em ladrilho hidráulico e em madeira.
Em fevereiro de 2021, foi  assinada a Ordem de Serviço para a execução das obras de restauro do prédio principal, que incluem:
- renovação das instalações elétricas;
- restauração dos pisos de ladrilho e de madeira;
- revisão do forro;
- revitalização e pintura da fachada e dos interiores da edificação; e
- restauração das pinturas artísticas presentes nos halls internos.

## Tombamento
O Conjunto Arquitetônico do Instituto de Educação do Pará, Prédio de Modinatura Eclética Grade “Art-Noveau”, foi tombado como patrimônio cultural do estado do Pará, pelo DPHAC, em 01 de novembro de 1982.